# Pterolophia ghanaensis
Pterolophia ghanaensis är en skalbaggsart som beskrevs av Stefan von Breuning 1972. Pterolophia ghanaensis ingår i släktet Pterolophia och familjen långhorningar.
Artens utbredningsområde är Ghana. Inga underarter finns listade i Catalogue of Life.